# Dubidanda
Dubidanda – gaun wikas samiti w zachodniej części Nepalu w strefie Rapti w dystrykcie Rolpa. Według nepalskiego spisu powszechnego z 2011 roku liczył on 883 gospodarstwa domowe i 4129 mieszkańców (2348 kobiet i 1781 mężczyzn).